# Kostel svatého Mesropa Maštoce
Kostel svatého Mesropa Maštoce je chrám arménské apoštolské církve v Ošakanu, postavený nad hrobem Mesropa Maštoce, autora arménské abecedy. Je to jeden z nejznámějších arménských kostelů a poutní místo; hlavní pouť připadá na svátek svatých překladatelů v říjnu.
Maštoc zde byl pohřben v roce 440, nad hrobem bylo o tři roky později postaveno martyrium. Současný kostel pochází z let 1873–79, hrobka světce se nachází pod oltářem. Od roku 1996 je kostel katedrálou diecéze Aragacotn.

## Dějiny

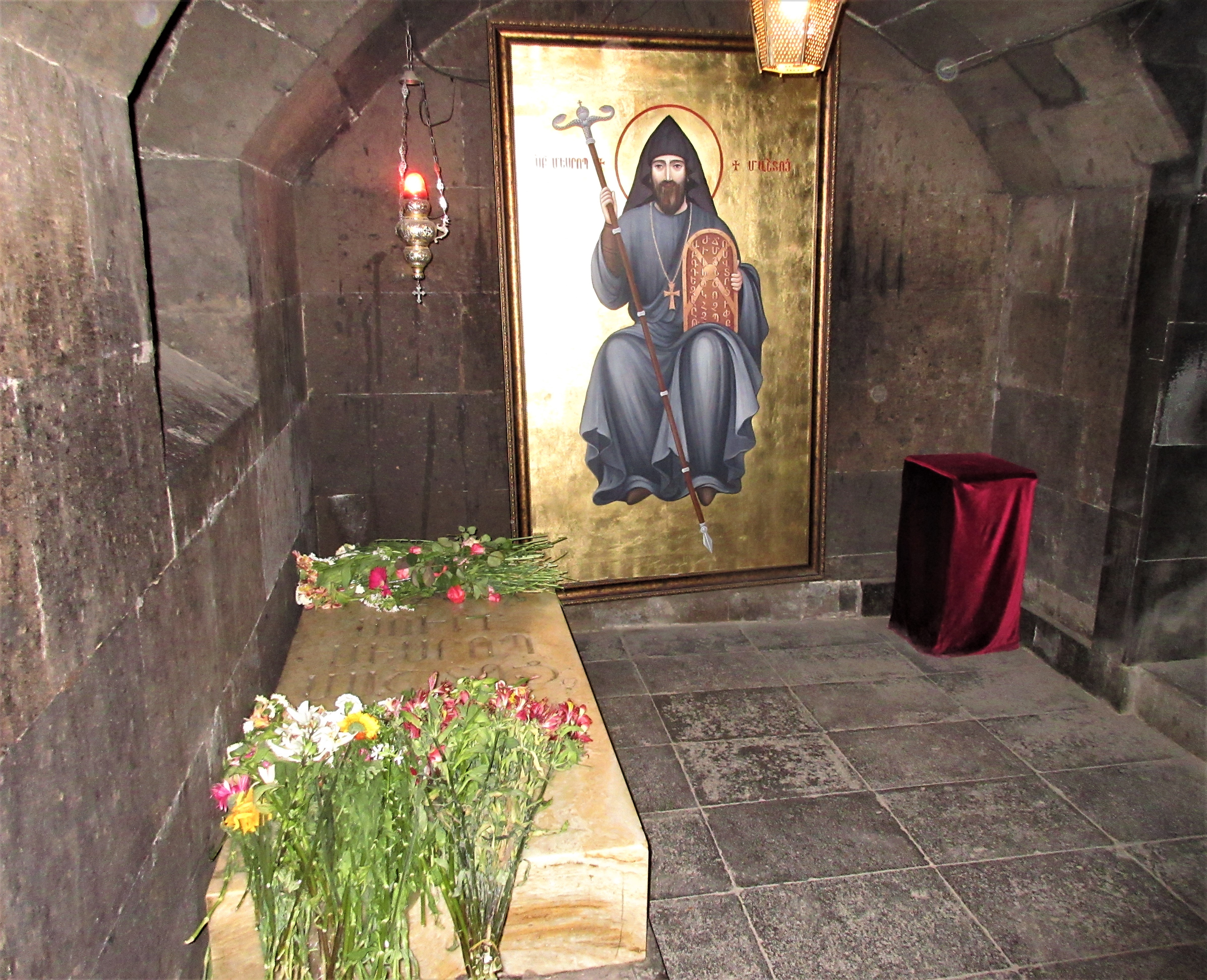
Hrobka Maštoce pod oltářem

Podle Movsese Chorenaciho byla po Maštocově smrti kolem roku 440 zvažována tři místa, kde by mohl být pohřben: jeho rodný kraj Taron; Goghtn, kde začal svou misijní práci; a Vagharšapat, hlavní politické a náboženské centrum tehdejší Arménie, poblíž hrobů dalších svatých. Tělo nakonec odvezli do Ošakanu, jeho rodné vesnice.

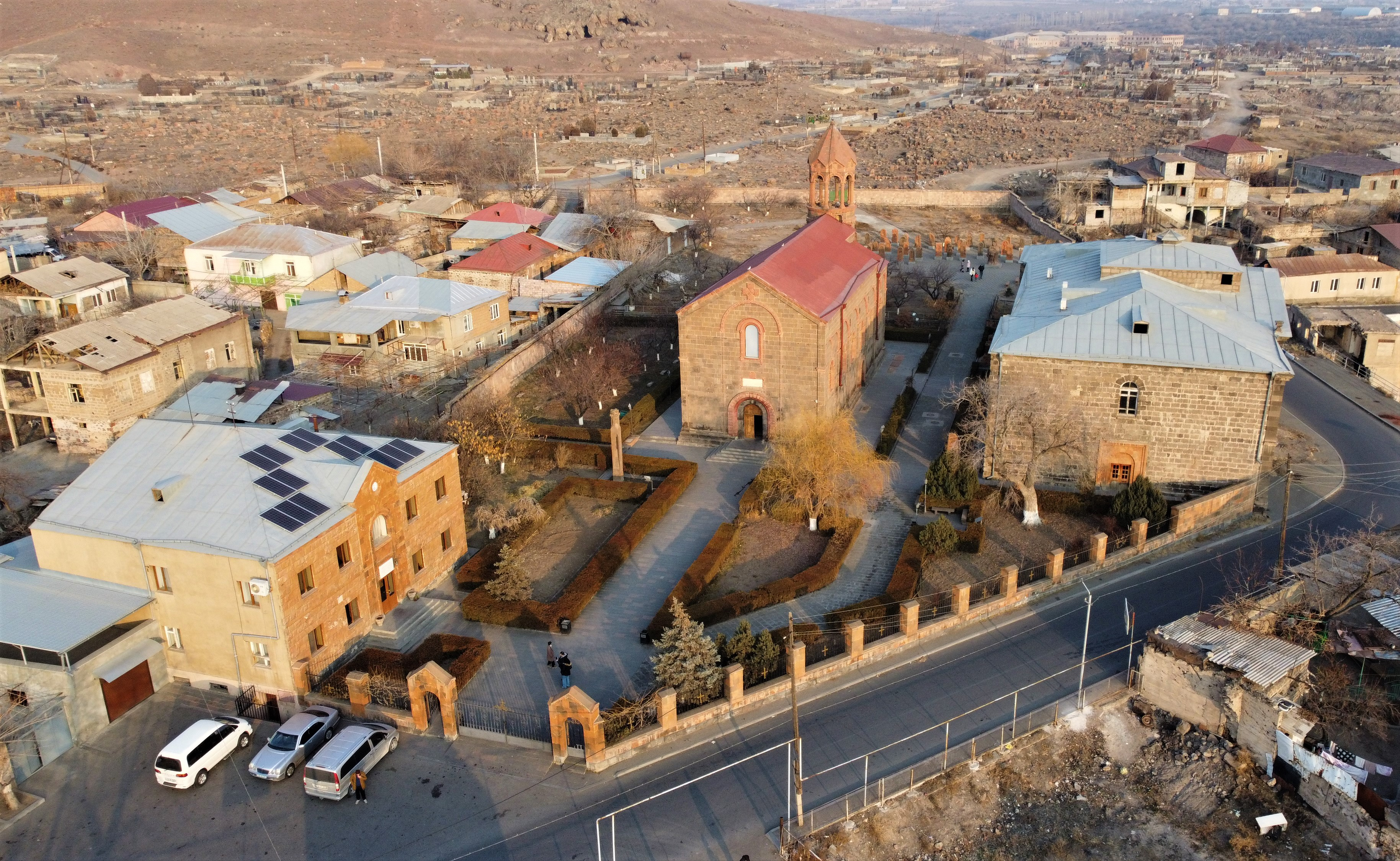
Letecký pohled na areál

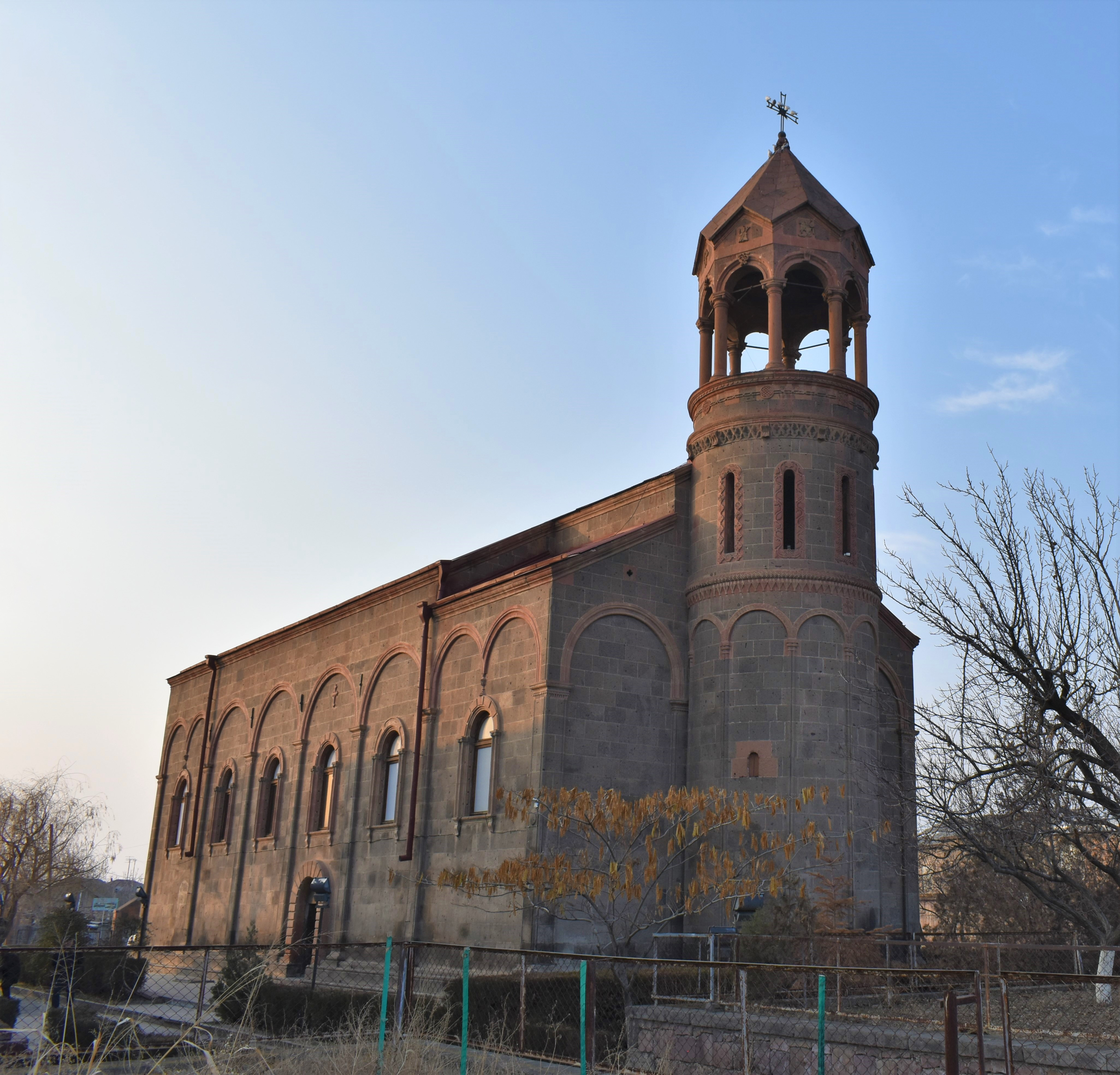
Pohled na kostel a jeho zvonici

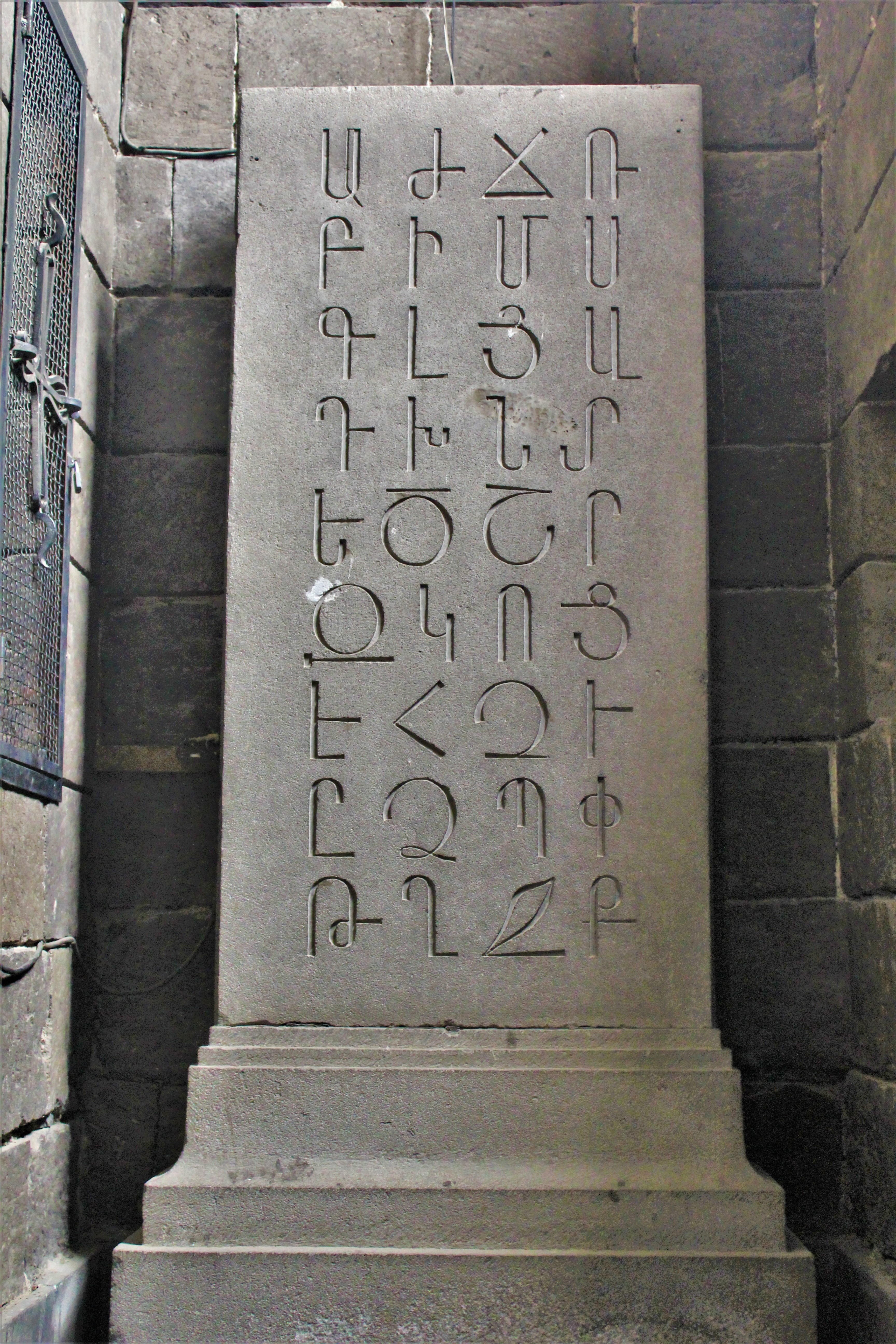
Památník arménské abecedy u vchodu do Maštocova hrobu

Podle Maštocova životopisce Korjuna postavil Vahan Amatuni o tři roky později, v roce 443, na hrobě „oltář“. Hračja Ačarjan to vykládal doslovně; věřil, že Amatuni jednoduše přidal oltář do již existující kaple. Moderní názor je, že Vahan Amatuni postavil chrám, tedy martyrium nebo kapli. Elizabeth Redgateová míní, že šlo o podzemní martyrium.
O pozdější historii lokality až do novověku toho není mnoho známo. Na počátku 19. století bylo v kostele pět nápisů, z nichž čtyři byly datovány roky 1285–1295. Předpokládá se, že nápisy zanikly při rekonstrukci v 70. letech 19. století. Nejméně jeden nápis zanechal Sahmadin, bohatý Armén, který zřejmě kostel opravil.
Historik Arakel z Tabrízu ze 17. století napsal, že střecha „chrámového mauzolea“ se zcela zhroutila a že se dochoval pouze hlavní oltář. Katolikos Filip kostel v letech 1639 až 1645 kompletně zrenovoval, ale v 19. století byl již značně zchátralý. Katholikos Nerses Aštarakeci se neúspěšně pokusil o jeho renovaci v roce 1850. Mikajel Nalbandjan, spisovatel a aktivista, místo navštívil během své jediné návštěvy Arménie v roce 1860 a v básni naříkal nad jeho stavem.
Katolikos Gevorg IV. začal v roce 1868 usilovat o přestavbu. Úspěšně získal finanční prostředky a v roce 1872 oficiálním dopisem vyzval arménský lid, aby akci podpořil. Stavba začala na jaře 1873 a nový kostel byl dokončen v roce 1879 a vysvěcen 21. října 1879. Stavěli ho řečtí dělníci z Alexandropole (Gyumri). Je to klenutá bazilika postavená z černého tufu. Má tři vchody, na severu, jihu a západě, a jedenáct oken, kromě menších oken na zvonici. Kapacita je 800 osob.
Hrob Maštoce se nachází v kryptě pod hlavním oltářem. V roce 1884 byl z prostředků arcibiskupa Andrease postaven nový mramorový náhrobek, který byl v roce 1962 nahrazen náhrobkem z italského mramoru s nápisem: Svatý Mesrop Maštoc 361–440 (ՍՈՒՐԲ ՄԵՍՐՈՊ ՄԱՇՏՈՑ 361 ✝ 440).
Na východní straně kostela byla roku 1884 přistavěna válcová zvonice završená rotundou s osmi sloupy. Pro svou polohu na východní straně (na rozdíl od obvyklého západu) a válcový tvar je v rámci arménské architektury raritou.
V roce 1880 byl u kostela postaven památník na hrobě Vahana Amatuniho. V roce 1996 byl chrám prohlášen za katedrálu diecéze Aragacotn. Budova biskupství byla dokončena v roce 1997.
Interiér kostela v letech 1961–64 vyzdobili freskami Hovhannes Minasjan a Henrik Mamjan. Mimo jiné je zde monumentální freska Sláva arménskému písemnictví, která zobrazuje vynález arménské abecedy. Minasjan také vytvořil oltářní obraz, zobrazující Pannu Marii s Ježíškem.